# Литовско момиче на Цветница
„Литовско момиче на Цветница“ (на литовски: Lietuvaitė su verbomis) е картина от литовския художник с полски произход Канут Русецки от 1844 г.
Картината е нарисувана с маслени бои върху платно и има размери 45 x 34 cm. През първата половина на XIX век живописта намира особено значение в творбите на художниците от Романтизма, включително и на преподавателите и възпитаниците на университета във Вилнюс от т.нар. Вилнюска художествена школа. Сцените изразяват начина на живот, традициите и обичаите, което се много харесва на обществото по това време. „Литовско момиче на Цветница“ е една от най-популярните и добре познати произведения на изкуството от този жанр. Тази картина изразява литовската народната представа за красота. Изградената в стил рококо църква е в деликатна комбинация с в златисто изобразените сухи треви, които държи момичето. Младият и скромен образ на литовско момиче католик, въплъщава любовта към родината, наблягайки на националните и католическите традиции в страната. Смята се, че тази картина е символ на литовското изобразително изкуство от XIX век.
Картината е част от колекцията на Художествения музей във Вилнюс, Литва.